# توم سوير
توم سوير (بالإنجليزية: Tom Sawyer)‏ هو سياسي أمريكي، ولد في 17 مارس 1949 في بانجور في الولايات المتحدة. حزبياً، نشط في الحزب الجمهوري. وقد انتخب عضو مجلس ولاية مين.